# 夾食
夾食，是至少出現於三國時代的兩人傳統棋類。

## 歷史
《太平御览》卷七五五引三国魏邯郸淳《艺经》：「夹食者，二人黄黑各十七，其横列於前第四道上，甲乙迭推。二棋夹一为食棋，不得食两，不得边食。不由道则不行棋，入夹不取食。一棋为筹，赌多少随人所制。」 
《梵網戒本疏日珠鈔》：「亦如小兒於棊槃上兩邊多列棊，棊子作行。各各更互推使向前被夾者。則輸財物。時人亦名爲甲食也。」

## 棋具
- 棋具採用十七路的漢代圍棋棋具，每方十七枚棋子。

## 規則
- 約定吃子數達多少時遊戲結束。

- 初始佈置是雙方十七枚棋子各置於靠近己方的第四橫線。

- 雙方輪流移動一己子朝縱或橫向一格至空鄰點。
  - 二夾一：移動後若使一枚敵棋被兩枚己棋夾在同線，便吃掉該枚敵棋。若兩端己棋之一是在邊線則無法吃子。